# Eitel-Frédéric III de Hohenzollern
Eitel-Frédéric III de Hohenzollern, (en allemand Eitel-Friedrich III von Hohenzollern), né en 1494, mort le 15 janvier 1525 à Pavie, fut comte de Hohenzollern de 1512 à sa mort.

## Biographie
Fils de Eitel-Frédéric II de Hohenzollern et d'Agnès von Werdenberg, Eitel-Frédéric III de Hohenzollern succéda à son père en 1512. Il mourut dans Pavie assiégée par les Français le 15 janvier 1525, peut-être empoisonné. La bataille de Pavie eut lieu quelques jours plus tard.

### Mariage et descendance
En 1515, Eitel-Frédéric III de Hohenzollern épousa Jeann von Witherm (†1536), (fille de Philippe von Witherm.
Sept enfants sont nés de cette union :
- Charles Ier de Hohenzollern, comte de Hohenzollern-Hohenzollern
- Frédéric de Hohenzollern
- Anne de Hohenzollern (†1574), elle fut religieuse
- Marguerite de Hohenzollern
- Eitel-Frédéric de Hohenzollern ((tué en 1544)
- Félix de Hohenzollern (tué en 1550)
- Jeanne de Hohenzollern (†1550), en 1539, elle épousa Jacques III Truchsess (†1542.

## Généalogie
Eitel-Frédéric III de Hohenzollern appartient à la quatrième branche (lignée de Hohenzollern-Hechingen) issue de la première branche de la Maison de Hohenzollern. Cette quatrième lignée appartient à la branche souabe de la Maison de Hohenzollern ; elle s'éteignit en 1869 à la mort de Frédéric-Guillaume de Hohenzollern-Hechingen. Eitel-Frédéric III de Hohenzollern est l'ascendant de Michel Ier de Roumanie.

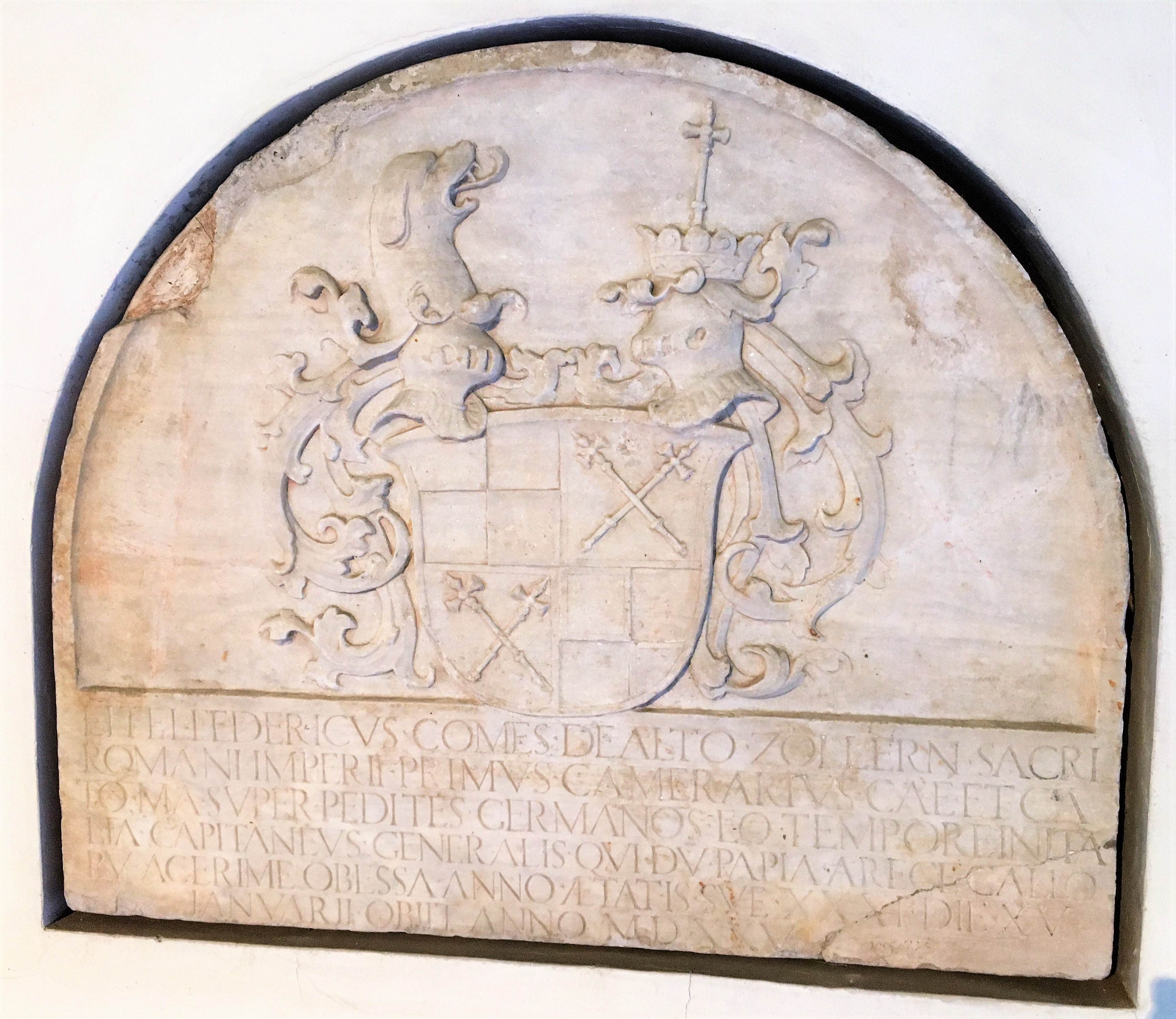
Pierre tombale de Eitel Friedrich III, Pavie, Musei Civici